# Визель, Эмиль Оскарович
Эми́ль Оска́рович Ви́зель (1 [13] марта 1866, Санкт-Петербург — 2 мая 1943, Ленинград) — художник, хранитель музея и действительный член Императорской Академии художеств, организатор международных художественных выставок, член совета Эрмитажа и Русского музея, кавалер Ордена Почётного легиона, эксперт по русской и западной живописи и скульптуре в комиссии при музейном отделе Главнауки (в советское время).

## Происхождение и семья
Эмиль Оскарович Визель (Wiesel Emil Anton Joseph) — сын Действительного статского советника, происходит из немецко-австрийского рода Визель.
Отец Оскар Борисович Визель (Wiesel Oscar Sigismund) родился в России в 1826 году, выпускник Нежинского лицея, служил в Министерстве финансов России, неоднократно выезжал в Берлин, Амстердам и Париж по поручениям Их Императорских Величеств Александра II и Александра III.
Мать Мари Кристина Пуантэн (de Pointin Marie Christine) 1835 года рождения. Её отец, Франсуа Пуантэн, с корнями из французской провинции Пикардии, родился в Варшаве при дворе Людовика XVIII во время его изгнания из Франции. Франсуа Пуантэн отличился в России при сооружении серебряного иконостаса Казанского Собора, за что был награждён графом Юлием Помпеевичем Литтой серебряной медалью на Анненской ленте.
Брат Оскар Оскарович Визель (Wiesel Oscar Bernhard Franz), родился в России в 1864 году. Получив юридическое образование, служил в Германии, на Шпицбергене и в Швейцарии консулом России, позднее в качестве генерального консула в Италии (г. Неаполь) в чине действительного статского советника.
Супруга Александра Эмильевна Штраус (Strauss Alexandra Hermina) (1866—1939) окончила киевскую гимназию и курс прикладного искусства при Обществе поощрения художников в Петербурге по специальностям «роспись фарфора» и «резьба по дереву».
- Оскар Сигизмунд Визель
- Мари Кристина Пуантэн
- Франсуа Пуантэн
- Оскар Оскарович Визель

## Образование
Эмиль Оскарович Визель окончил физико-математический факультет Петербургского университета. Интерес к рисованию и живописи побудил его одновременно посещать вечерние занятия в школе Общества поощрения художников, после чего он поступил в Императорскую Академию художеств. Затем Эмиль Оскарович продолжил своё образование в Мюнхене, в мастерской Александра фон Вагнера. Здесь он освоил технику рисунка, характерную для этой школы и заключающуюся в четкости контура и тщательной деталировке изображаемого.
Позднее вместе со своим другом художником Иваном Ендогуровым перебрался в Париж, где они были приняты в знаменитую и популярную в те годы мастерскую Фернана Кормона. Там бурно соперничали приверженцы академизма и утверждавшегося импрессионизма. В классах Кормона занимались такие самобытные художники, как Анри де Тулуз-Лотрек и Винсент Ван Гог. Кормон открыл Визелю новые графические приемы, которые легли в основу выработанной Эмилем Оскаровичем техники импрессионистического живописного рисунка, базирующегося не на контуре, а на игре светотени. В Париже Визель также обучался в Академии Коларосси.

## Творчество
Официальным признанием зрелости Э. О. Визеля как художника явилось экспонирование его работ, в том числе портрета И. И. Ендогурова, в Парижских салонах (1894, 1901). В начале двадцатого века Эмиль Оскарович создал серию портретов своих выдающихся современников. Среди них граф В. Н. Коковцев, академик А. П. Карпинский, астроном С. П. Глазенап, художник И. Е. Репин, врач Н. П. Гундобин, певец Л. В. Собинов, балерины М. М. Петипа и Г. С. Уланова, композиторы П. И. Чайковский, Н. А. Римский-Корсаков, А. К. Глазунов и многие другие. По заказам им написаны портреты президентов Академии художеств и членов царской семьи, а позднее и В. И. Ленина. Особое место в его наследии занимают многочисленные рисунки, выполненные в присущей ему импрессионистической манере, которые отражают любовь к Петербургу и его окрестностям, впечатления от городских событий, путешествий и встреч с самыми разными людьми. Глубоким лиризмом отмечены портрет маслом и большая серия рисунков, на которых изображен друг семьи пианист Владимир Софроницкий. Визель работал в живописи и графике, используя масло, акварель, гуашь, тушь, итальянский и графитный карандаш. Он зарекомендовал себя как мастер портретного жанра, пейзажных и интерьерных видов, а также как театральный художник.
Кроме Парижских салонов, работы Визеля экспонировались на выставках Московского общества любителей художеств (1894), Московского товарищества художников (1911), в галерее Лемерсье (1913) в Москве; Общества русских акварелистов (1895, 1901, 1903—1905), Нового общества художников (1910), выставках в залах ИАХ (1897, 1898, 1899, 1906, 1918), произведений художников — членов «Дома искусств» (1921), Общины художников (1925), Общества художников им. А. И. Куинджи (1926, 1927, 1928), на юбилейной выставке изобразительных искусств (1927) в Петербурге; 1-й передвижной выставке для Сибири в Томске (1903).
В настоящее время работы Э. О. Визеля хранятся и экспонируются в музеях Санкт-Петербурга, Москвы, Павловска, Саратова, Казани. Театральный музей Санкт-Петербурга хранит оригинальные акварельные и карандашные зарисовки сцен из спектаклей и актёров в ролях. Отдельные фонды документов, переписки и рисунков Э. О. Визеля находятся в Академии Художеств, в библиотеке им. Салтыкова-Щедрина, в музее истории Петербурга.
К столетию его рождения (1966) в залах музея академии была развернута его персональная выставка, впервые представившая разностороннее творчество мастера. В 1998 г., в Казани, на большой выставке работ художественной династии Визелей в Музее изобразительных искусств РТ экспонировалось более 160 произведений Эмиля Оскаровича. В 2012 году прошли 2 выставки с участием произведений Э. О. Визеля. С 1 по 15 февраля в здании Союза художников России (г. Москва, ул. Покровка, 37) выставка «Династия Визель» в честь 70-летия со дня рождения
Заслуженного художника РФ Александра Визель, которому Эмиль Визель приходится троюродным дедом. В марте 2012 года в Государственном музее изобразительных искусств Республики Татарстан в рамках проекта «Немцы в Казани», приуроченного к 250-летию переселения немцев в Россию, выставка «Художественный мир семьи Визелей», где было представлено более ста художественных произведений и документальных источников семьи Визель.

## Музейно-выставочная, организаторская и научная работа
В 1894 году Эмиля Оскаровича приглашают на должность помощника хранителя Музея Академии Художеств. В 1907 году Визель сменяет на должности хранителя академика живописи А. П. Соколова. По инициативе Визеля были созданы новые отделы в Музее Академии, он участвовал в формировании фондов Русского музея (1898), разработал новый Устав, провел реорганизацию, занимался подбором и отправкой экспонатов из фондов музея академии для создания музеев в провинциальных городах России, контролировал их деятельность.
В 1900 году Визель приезжает в Париж в качестве представителя России для организации русского художественного отдела на международной выставке. Его деятельность высоко оценена французским правительством — он становится кавалером ордена Почетного Легиона. Впоследствии ему поручается организация таких же отделов на Международной выставке в Мюнхене в 1901, в Брюсселе — в 1910, в Риме — в 1911, в Турине и в Вроцлаве (старое русское название Бреславль) — в 1913 годах. В 1914 году Э. О. Визель избирается действительным членом Академии Художеств, работает экспертом по русской и западной живописи и скульптуре в комиссии при музейном отделе Главнауки, а также членом совета Эрмитажа и Русского музея.
Эмиль Оскарович упоминается в числе меценатов, которые материально поддерживали художников и жертвовали средства в Капитал имени Александра III «для вспомоществования бедным художникам, их вдовам и сиротам», учрежденный при Императорской Академии Художеств в 1894 году.
В революционные годы Визель принимает на себя ответственность за сохранение и эвакуацию сокровищ музея Академии художеств в Москву и их последующую реэвакуацию в Петроград.
Известны теоретические работы Эмиля Оскаровича — сообщения, доклады и выступления в печати о музее. Визель участвовал в подготовке каталогов русской скульптуры и живописи из собрания музея академии (1915), составил несколько каталогов частных коллекций, поступивших в музей (например, каталог коллекции В. Э. Краузольда, 1908). Сохранился его фундаментальный научный труд «Зрительные восприятия и их взаимоотношения с живописью» (1930).

## Ссылка в Казахстан и блокада Ленинграда
В период сталинских репрессий Эмиль Оскарович Визель, его супруга, его сын Оскар Эмильевич Визель (этно-лингвист, преподаватель Ленинградского института востоковедения) со своей женой Верой Александровной Шолпо и его внук Андрей Оскарович Визель были высланы в Казахстан, в поселок Челкар (1935). Несмотря на материальные и бытовые трудности, Эмиль Визель и Вера Шолпо — оба художники — погрузившись в среднеазиатскую эстетическую специфику, писали портреты и пейзажи. Благодаря ходатайствам близкого друга семьи Софроницкого, через два года было получено разрешение на возвращение старшим Визелям. Спустя ещё год сыну Оскару Эмильевичу с семьей разрешают уехать из Казахстана, но не в Ленинград. Выбор пал на Казань, как университетский, музейный и театральный город с богатой интеллектуальной и художественной жизнью, где художник и лингвист могли бы найти работу по своей профессии. Однако в Казани в 1938 г. Оскара Визеля арестовывают повторно как «социально опасного» и приговаривают к 5 годам заключения в исправительно-трудовом лагере, где он и умер в 1939 г. (посмертно реабилитирован в 1956 г.).
Последним испытанием для Эмиля Оскаровича Визеля стала блокада Ленинграда, в возрасте 77 лет он умер в 1943 году в осажденном городе. Захоронен на Пискаревском кладбище в братской  могиле № 4-а.

## Адреса проживания
Санкт-Петербург — Петроград — Ленинград: 4 линия, Васильевский остров, д.1
Семья Визелей владела дачей на берегу Медумского озера (поселок Медуми, современная Латвия, Даугавпилсский край), а также деревней Гринишки (современное названия Тетери, Даугавпилсский край, Латвия)

## Галерея
- Автопортрет
- Супруга художника, А. Э. Штраус, Государственный музей изобразительных искусств Республики Татарстан.
- Императрица Мария Фёдоровна, 1905, Музей-заповедник «Павловск».
- Великая Княгиня Мария Павловна Старшая
- Граф В. Н. Коковцов, Государственный Эрмитаж.
- Балерина М. М. Петипа, Музей истории отечественного хореографического образования и Академии Русского балета имени А. Я. Вагановой.
- Н. А. Римский-Корсаков, Санкт-Петербургская государственная консерватория имени Н. А. Римского-Корсакова.
- Ленин в эмиграции, Государственный исторический музей, Москва.
- Супруга художника, А. Э. Штраус
- Венеция
- Венеция
- Венеция
- Интерьер квартиры на Васильевском острове.
- За картами
- Интерьер квартиры художника.
- Исакий
- Кабуки тур в России 1928: Скетч костюма
- Портет неизвестной
- Художник театра Т. Э. Визель. 1930-е гг. Х., м., ГМИИ РТ
- Тифлис. 1931
- Двор Мраморного дворца. 1925
- Италия Сиена. 1913
- Перияц. Адочка у речки. 1917
- Ромео и Джульетта. Бал у Капулетти. 1940
- Портрет Собинова. 1935
- На даче в Детском селе. 1920-е
- Италия Флоренция. Площадь Синьории ночью. 1913
- Шутка. Конец 1890 х
- Визель Репетиция Балета. 1930-е